# Bundesstraße 65
Pour les articles homonymes, voir B65 et Route 65.
La Bundesstraße 65 (abrégé en B 65) est une Bundesstraße reliant Rheine à Vechelde.

## Localités traversées
- Rheine
- Osnabrück
- Lübbecke
- Minden
- Bückeburg
- Stadthagen
- Bad Nenndorf
- Hanovre
- Sehnde
- Peine
- Vechelde